# Joseph ben Abraham Gikatilla
Joseph ben Abraham Gikatilla (in ebraico יוסף בן אברהם ג'יקטיליה‎?, spagnolo: Chiquitilla, "il piccolo") (Medinaceli, 1248 – Peñafiel, 1305) è stato un rabbino e religioso spagnolo, studioso ebreo cabalista, discepolo di Abramo Abulafia.

## Biografia
Nato a Medinaceli, nella Vecchia Castiglia, Gikatilla fu per un periodo lo studente del rinomato cabalista Abramo Abulafia, dal quale venne molto lodato; la sua conoscenza cabalistica divenne così profonda che si reputò fosse in grado di fare miracoli e per questo venne chiamato "Joseph Ba'al ha-Nissim" (il Taumaturgo o letteralmente "Maestro dei Miracoli") Come il suo insegnante, Gikatilla studiò le combinazioni mistiche e le trasposizioni delle lettere e numeri ebraici; in verità, Abulafia lo considerò il continuatore della sua scuola. Tuttavia Gikatilla non era contrario alla filosofia, al contrario, provò a conciliare la filosofia con la Cabala, dichiarando che quest'ultima è la base della prima. Gikatilla tuttavia, cercava la scienza superiore, cioè il misticismo. Le sue opere, in generale, rappresentano un progressivo sviluppo di conoscenze filosofiche nell'ambito del misticismo. La sua prima opera mostra che aveva una notevole conoscenza delle scienze secolari e una familiarità con le opere di Salomon Ibn Gabirol, Abraham ibn ‛Ezra, Maimonide e altri. Morì a Peñafiel in Portogallo, verso il 1305.
Nei vari manoscritti delle sue opere, il nome dell'autore viene riportato in vari modi: "Gribzul", "Karnitol" e "Necatil", varianti di "Gikatilla."

## Opere

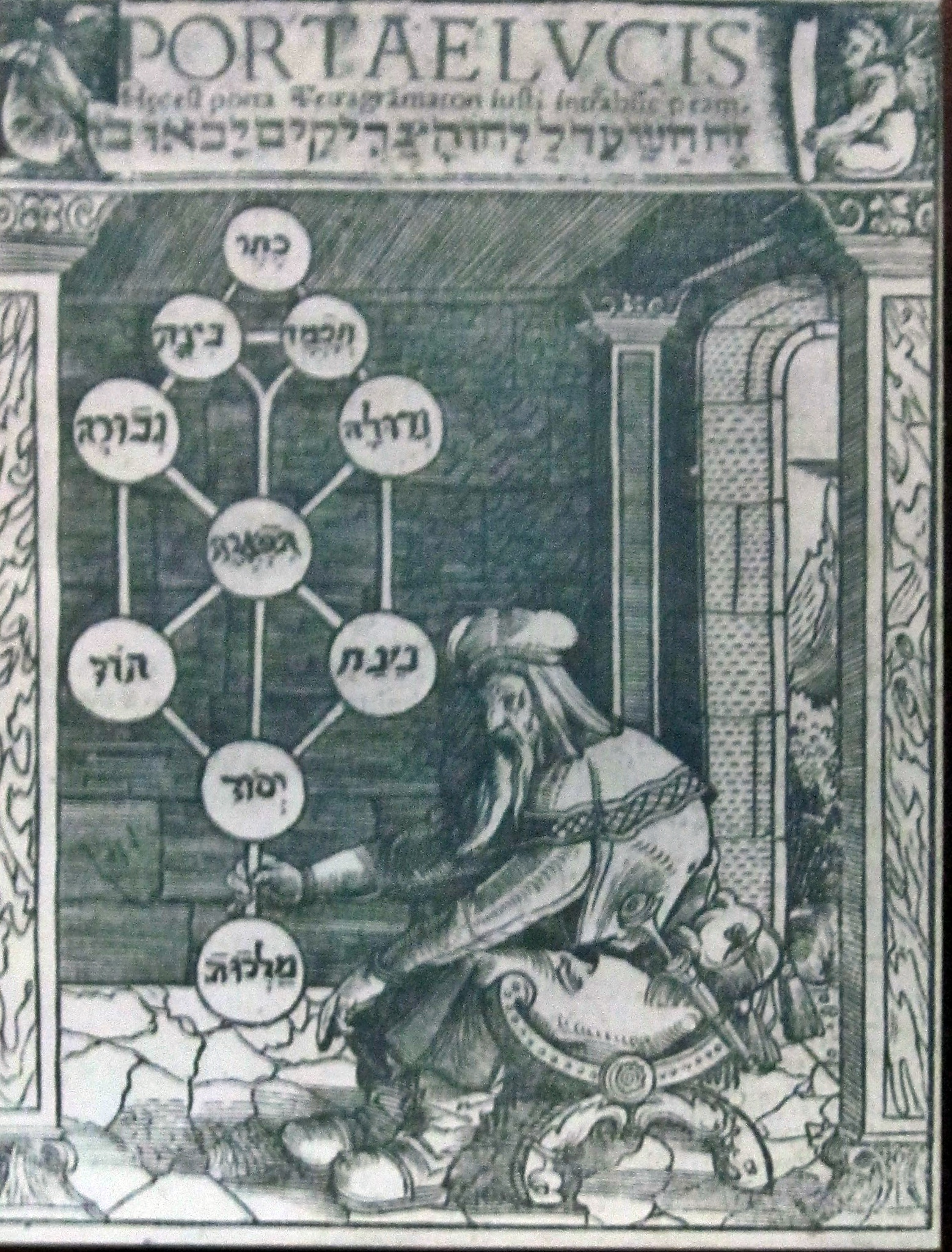
Portae Lucis, traduzione latina dell'opera di Gikatilla Shaarei Ora - Porte di Luce

### Ginnat Egoz, גנת אגוז
Gikatilla fu scrittore prolifico: scrisse la sua prima opera (Ginnat Egoz, גנת אגוז) quando aveva solo ventisei anni. Si tratta di un trattato cabalistico in tre parti (Hanau, 1615).
- Il titolo (dal Cantico dei Cantici 6:11[3]) letteralmente significa "giardino dei noci". Cabalisticamente "Ginnat" consiste delle iniziali di "Ghematria", "Noṭarḳon" e "Temurah", i tre elementi principali della Cabala, mentre "Egoz" (la noce) è l'emblema del misticismo.
- La prima parte, in cinque capitoli, tratta dei vari nomi di Dio che appaiono nella Bibbia. Secondo Gikatilla, "YHWH" è il solo nome che rappresenti la sostanza di Dio; gli altri nomi sono semplicemente predicati degli attributi divini. "YHWH" rappresenta Dio come è, mentre "Elohim" denota Dio come potenza creatrice. Gikatilla afferma che il nome "ẓeba'ot" (eserciti) si applica a tutti gli esseri delle tre nature, terrene, celesti (o sfere) e spirituali (spiriti o forme). L'interpretazione di "ẓeba'ot" come "eserciti/schiere di lettere" lo porta alla seconda parte.
- La seconda parte esamina le lettere dell'alfabeto. Asserisce che il numero dieci emana da Yahweh, la causa primaria, ed è la fonte di tutto l'essere; tenta di provare tale affermazione mediante differenti combinazioni basate su religione, filosofia, fisica e mistica. Dimostra che il concetto talmudico che afferma che lo spazio è colmo di spiriti si accorda con la credenza dei filosofi che non esiste il vuoto. Inoltre Gikatilla esamina le rivoluzioni del sole e della luna, fornendo le misure relative dei pianeti.
- La terza parte è un trattato, in quattro capitoli, sulle vocali. Le tre vocali primitive, "ḥolem", "shuruḳ" e "ḥiriḳ" rappresentano il mondo superiore, quello mediano e quello inferiore; le tre vocali composte, "ẓere", "segol" e "shewa" rappresentano la composizione o costruzione dei mondi; la "pataḥ" e "ḳameẓ" rappresentano i loro movimenti.

Gikatilla a volte critica lo Sefer Yetzirah e il Pirḳe Hekalot. Identifica i sette cieli (Ḥag. 12a) con i sette pianeti. Stima immensamente Maimonide anche quando lo oppone e lo cita molto spesso. Altre autorità che menziona frequentemente sono Ibn Gabirol, Samuel ibn Naghrela e Abraham ibn ‛Ezra. Isaac ben Samuel di Acci, nel suo Me'irat 'Enayyim, critica severamente Gikatilla per l'uso troppo libero del Nome Santo.

### Sha'are Orah, שערי אורה
Sha'are Orah, o Sefer ha-Orah, (שערי אורה) è l'opera più influente di Gitatilla. L'Arizal la chiama "una chiave per capire gli studi mistici". Il Gaon di Vilna e Rabbi Zundel Salant (1786–1866) raccomandavano ai propri studenti di stuadiarlo. Tra coloro che lo citano si annoverano: Moses Cordovero, Joseph Caro, Hayim Vital, Isaiah Horowitz, Yehudah Aryeh Leib Alter, Shem Tov ibn Shem Tov, Moses al-Ashkar e Judah Hayyat, con lunghi estratti inseriti dal rabbino di Praga Reuben ben Hoshke (m. 1673) nel suo Yalḳuṭ Reubeni. Fu tradotto in latino dall'ebreo convertito al Cristianesimo Paolo Riccio e usato da Johannes Reuchlin come difesa contro i suoi avversari.

#### Contenuti e stile
Sha'are Orah (Mantova, 1561) tratta dei nomi di Dio.
- Esamina 300 nomi,[7] organizzati in dieci capitoli, uno per ogni Sefirah. Ogni Sephirah ha un nome principale, ma può averne molti altri. Alcuni nomi sono associati con più di una Sephirah.
- Lo scopo del libro è "così che tu possa capire e sperimentare la 'sorgente di acqua viva' (Geremia 2:13[8]) che scorre da tutti i Suoi nomi e quando otterrai ciò, 'allora tu porterai a buon fine le tue imprese e avrai successo' (Giosuè 1:8[9])".[10]

| Sefirah                     | Nome Santo                                            |
| --------------------------- | ----------------------------------------------------- |
| כתר, Keter, "Corona"        | אהי"ה, Eheyeh, "I SONO"                               |
| חכמה, Chokhmah, "Sapienza"  | יה, Yah, "SIGNORE"                                    |
| בינה, Binah, "Comprensione" | יהו"ה, Havayah, "SIGNORE"                             |
| חסד, Chesed, "Bontà"        | אל, El, "Dio"                                         |
| גבורה, Ghevurah, "Severity" | אלהים, Elohim, "God"                                  |
| תפארת, Tiferet, "Bellezza"  | יהו"ה, Havayah, "SIGNORE"                             |
| נצח, Netzach, "Eternità"    | יהו"ה צבאות, Havayah Tsevaot, "SIGNORE delle schiere" |
| הוד, Hod, "Splendore"       | אלהים צבאות, Elohim Tsevaot, "Dio degli eserciti"     |
| יסוד, Yesod, "Fonadazione"  | אל חי, El Chai, "il Dio vivente"                      |
| מלכות, Malkuth, "Regalità"  | אדני, Adonai, "mio Signore"                           |

Gikatilla non cita alcuna filosofia, ma solo le Scritture Sefer Yeẓirah e Pirḳe Hekalot.

### Altre opere
- Sha'are Ẓedeḳ, o Sha'ar ha-Shamayim, - altro trattato di Gikatilla sulle dieci sfere (Riva, 1561).
- Sefer ha-Niḳḳud, - spiegazione mistica della vocalizzazione a punti, inclusa nella Arze Lebanon (Venezia, 1601);
- Sod ha-Ḥashmal - commentario cabalistico sulla visione di Ezechiele, stampato anche con Arze Lebanon;
- Ẓofnat Pa'aneaḥ, - commentario della Aggadah di Pesach (ibidem 1600 [?]);
- Sodot ha-Miẓwot, - spiegazione cabalistica dei comandamenti;
- Iggeret, - saggi cabalistici (Ferrara, 1556);
- Teshubot, responsa;
- Sha'ar Meshalim, - saggio cabalistico in 138 paragrafi;
- Oẓar ha-Kavod, secondo lo studioso austriaco Adolf Jellinek, lo stesso di Sodot ha-Miẓwot, commentario dei Cantici.
- Hassagot (inedito) - tratta delle restrizioni del Moreh, (Guida dei Perplessi) Gikatilla usa la traduzione di Yehuda Alharizi, nella quale corregge molti errori e a volte differisce da Maimonide. Pare che abbia scritto Hassagot all'inizio della sua carriera letteraria, quando tendeva ad esser più filosofo che mistico.
- Jellinek afferma (q.v.) che Gikatilla compose un trattato cabalistico intitolato Hekalot dello stesso tipo di Pirḳe Hekalot.